# Напади акул біля Шарм-еш-Шейху (2010)

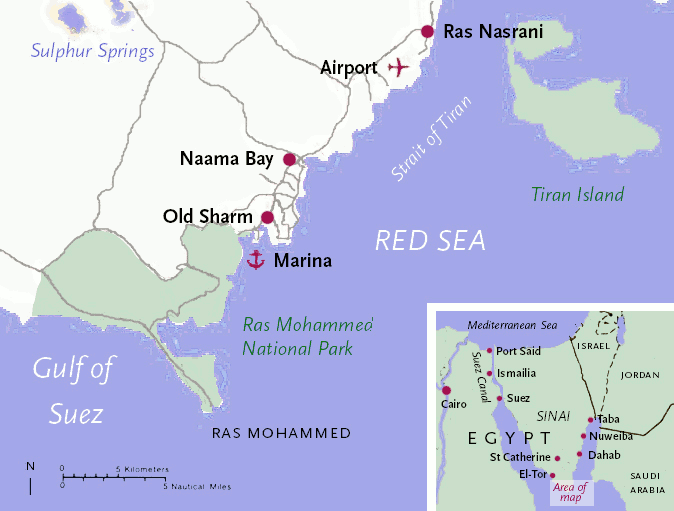
Карта Шарм-еш-Шейха. Напади сталися у водах затоки Наама, в декількох кілометрах на північ від курорту Рас-Насрані

Напади акул в Шарм-еш-Шейху (30 листопада — 5 грудня  2010) — серія нападів акул на купальщиків, відпочиваючих в околицях єгипетського курорту Шарм-еш-Шейх (Червоне море) . У результаті нападів три громадянина Росії (48,70 і 54 років) і один громадянин України (49 років) отримали серйозні поранення, у деяких випадках призвели до ампутацій кінцівок. 5 грудня 2010 а 71-річна громадянка ФРН загинула від отриманих каліцтв. Дані інциденти широко висвітлювалися міжнародними, зокрема українськими ЗМІ як «безпрецедентні». 

## Версії причин
Експерти-океанологи висували різні версії з приводу причин, що спонукали акул (або акулу) до нападу . Серед них називалися викиди м'ясних відходів з круїзних лайнерів в море в околицях курорту. Деякі єгипетські політики навіть назвали дані інциденти провокаціями ізраїльської влади, що випустили акул-людожерів в море з метою зруйнувати туристичну індустрію Єгипту.

## Статистика минулих нападів акул на купальщиків на курортах Єгипту
Статистика минулих нападів акул на людей в Єгипті на курортах Червоного моря говорить про те, що випадки 2010 зовсім не поодинокі, а розвинена в ЗМІ істерія не є перебільшеною.
- У лютому 2004 року туристи з Естонії були атаковані акулою в Шарм-еш-Шейху [3].
- У липні того ж року акула в Дахабі відкусила туристці з Швейцарії кисть руки [3].
- Восени 2007 року 18-річній дівчині з Росії акула сильно покусала ногу [4] .
- У червні 2009 року в Марса-Аламі акула на смерть загризла дайвершу з Франції [5].

## Цікаві факти
16 грудня 2010 македонське новинне агентство MINA розповсюдило жарт про те, нібито п'яний серб, стрибаючи з вишки у воду, впав на голову тієї самої акулі, яка нападала на людей. 19 грудня "жарт" передрукувала газета New York Post. Варто відзначити, що розповідь про незвичайну загибель акули-"вбивці" тут же поширилась по всьому світу, в тому числі і в Україні, і з кожним разом обростала новими подробицями. 